# Max Laeuger
Max Laeuger (né le 30 septembre 1864 à Lörrach en Grand-duché de Bade et mort le 12 décembre 1952 dans cette même ville) est un peintre, céramiste, sculpteur, graphiste, décorateur, architecte, paysagiste et urbaniste allemand. De renommée internationale, il est considéré comme artiste majeur du XXe siècle : précurseur de l’art céramique et de sa fusion avec la peinture dans le style Art nouveau, il est aussi l’initiateur de nombreuses règles innovatrices dans les domaines du graphisme, de l’architecture et du paysage.

## Parcours
Il étudie à l’Académie des Beaux-Arts de Karlsruhe. En 1904, il obtient une chaire de professeur d’art à l’Université de Karlsruhe. Plus tard, il enseigne également l’architecture d’intérieur et l’aménagement de jardin. 
Il s’installe en 1892 à Kandern, une petite ville badoise, réputée pour ses ateliers de poterie. Il enseigne la peinture aux artisans potiers de Kandern, mission confiée par l’État de Bade afin de relancer la vente des poteries. Il est membre fondateur, en 1907, du Deutscher Werkbund. Cette même année, il réalise l’aménagement architectural du parc de Mannheim dans le cadre de l’exposition internationale d’art et de jardinage. 
Ses œuvres sont présentées lors des expositions universelles de 1900, 1904 et 1910. En 1916, il ouvre à Karlsruhe son propre atelier de céramique. De 1921 à 1929, il travaille avec la manufacture de faïence italienne de Karlsruhe – la Großherzogliche Majolika-Manufaktur – à laquelle il fournit de nombreuses esquisses de motifs. En 1925, il conçoit le parc naturel de Baden-Baden, la Gönner-Anlage, le jardin allemand de style Art nouveau le mieux conservé.
En 1939, il est nommé citoyen d’honneur de la ville de Lörrach et en 1948, membre de l'Académie des Beaux-Arts de Bavière.

## Œuvre et héritage
L’œuvre de Max Laeuger s’inscrit dans le style Art nouveau. Avec ses motifs de pavage, ses reliefs et sculptures, le céramiste mondialement connu fait éclater les traditionnelles limites entre la sculpture et la peinture. Dans sa région natale où se rejoignent l’Allemagne, la France et la Suisse, il contribue à la coopération transfrontalière dans le domaine des arts en acceptant des missions des trois pays. Il prône ainsi le caractère universel de la création artistique. 
Les motifs de décoration qu’il utilise s’inspirent de la flore locale. Plus tard, des ornements d’inspiration orientale viennent également décorer ses œuvres. Il maîtrise de nombreuses techniques et matières : céramique, peinture, textile, bois, papier, etc. Il réalise aussi des vitraux pour plusieurs églises allemandes et suisses. Ses œuvres plastiques en argile prennent des formes diverses : silhouettes féminines, reliefs, éléphants, têtes humaine… En tant que graphiste, il conçoit de nombreuses affiches pionnières du style Art nouveau. Dans le domaine architectural, il élabore les plans de nombreux bâtiments (en particulier des maisons rurales en Allemagne et en Suisse). 
La collection publique la plus importante d’œuvres de Max Laeuger est conservée au musée des Trois Pays de Lörrach. Elle se compose de 522 pièces de céramique, ainsi que de 77 œuvres picturales, huiles, gouaches, aquarelles, gravures et encres de Chine. 
Bien qu’il ait prévu d’en écrire six, Max Laeuger a publié trois ouvrages consacrés à l’art : Form und Farbe in der Bau- und Raumkunst (Formes et couleurs dans l’architecture et les arts de l’espace), Malerei, Städtebau, Gartenkunst und Reklame (Peinture, urbanisme, art des jardins et réclame) et Keramische Kunst (L’art céramique). Ces trois ouvrages de Max Laeuger sont conservés au musée des Trois Pays. 

## Expositions
- L’exposition permanente du Heimat- und Keramikmuseum de Kandern présente quelques œuvres de Max Laeuger.

- À l’occasion des 150 ans de la naissance de Max Laeuger, deux expositions majeures sont consacrées à l’artiste dans le Bade-Wurtemberg : au Badisches Landesmuseum de Karlsruhe du 28 juin au 5 octobre 2014 puis au musée des Trois Pays Lörrach du 14 décembre 2014 au 19 avril 2015[3].